# Хунсыбу
Хунсыбу́ (кит. упр. 红寺堡, пиньинь Hóngsìbǔ) — район городского подчинения городского округа Учжун Нинся-Хуэйского автономного района (КНР).

## История
После того, как царство Цинь завоевало все остальные царства и создало первую в истории Китая централизованную империю, в результате похода против северных кочевников были захвачены эти земли. В 214 году до н. э. был образован уезд Фупин (富平县), административный центр которого (находившийся в юго-западной части современного Учжуна) стал в результате самым древним городом на Нинсяской равнине. Во II веке эти места были захвачены гуннами, и надолго перешли под власть кочевников.
После того, как при империи Северная Вэй китайские войска вновь завоевали эти места, в VI веке они вошли в состав области Линчжоу (灵州). В XI веке эти земли вошли в состав тангутского государства Си Ся.
После того, как государство тангутов в XIII веке было уничтожено монголами, территория области Линчжоу постепенно уменьшалась, но она по-прежнему сохраняла важное значение. При империи Мин здесь была размещена охранная тысяча, подчинённая напрямую Нинсяскому гарнизону (宁夏卫). Когда при империи Цин был расформирован Нинсяский гарнизон, а вместо него создана Нинсяская управа, то Линчжоу стала областью, напрямую подчинённой Нинсяской управе (宁夏府直隶州). После Синьхайской революции в Китае была проведена реформа административного деления, и области с управами были отменены; в 1913 году на землях, ранее непосредственно подчинённых области Линчжоу, был создан уезд Линъу (灵武县). В 1929 году была создана провинция Нинся, и уезд вошёл в её состав.
В 1950 году западная часть уезда Линъу была выделена в отдельный город Учжун, подчинённый напрямую правительству провинции Нинся. В апреле 1954 года в составе провинции Нинся был создан Хэдун-Хуэйский автономный район (河东回族自治区), и город Учжун вошёл в его состав. Осенью 1954 года провинция Нинся была расформирована, и Хэдун-Хуэйский автономный район вошёл в состав провинции Ганьсу. В 1955 году Хэдун-Хуэйский автономный район был переименован в Учжун-Хуэйский автономный округ (吴忠回族自治州). В 1958 году Учжун-Хуэйский автономный округ был расформирован, и город Учжун перешёл в прямое подчинение властям новообразованного Нинся-Хуэйского автономного района. В 1960 году был расформирован уезд Цзиньцзи (金积县), и основная часть его территории (юго-восточные районы) была передана под юрисдикцию города Учжун. В 1963 году город Учжун был преобразован в уезд Учжун (吴忠县).
В 1972 году в составе Нинся-Хуэйского автономного района был создан Округ Иньнань (银南地区), и уезд Учжун вошёл в его состав. В 1983 году уезд Учжун был преобразован в городской уезд. В 1998 году округ Иньнань был преобразован в городской округ Учжун; бывший городской уезд Учжун стал районом Литун в его составе.
В 2009 году юго-западная часть района Литун была выделена в отдельный район Хунсыбу.

## Административное деление
Район делится на 1 уличный комитет, 2 посёлка и 3 волости.